# Bangaya (Niger)
Bangaya (auch: Bangaia) ist ein Dorf in der Landgemeinde Dantchiao in Niger.

## Geographie

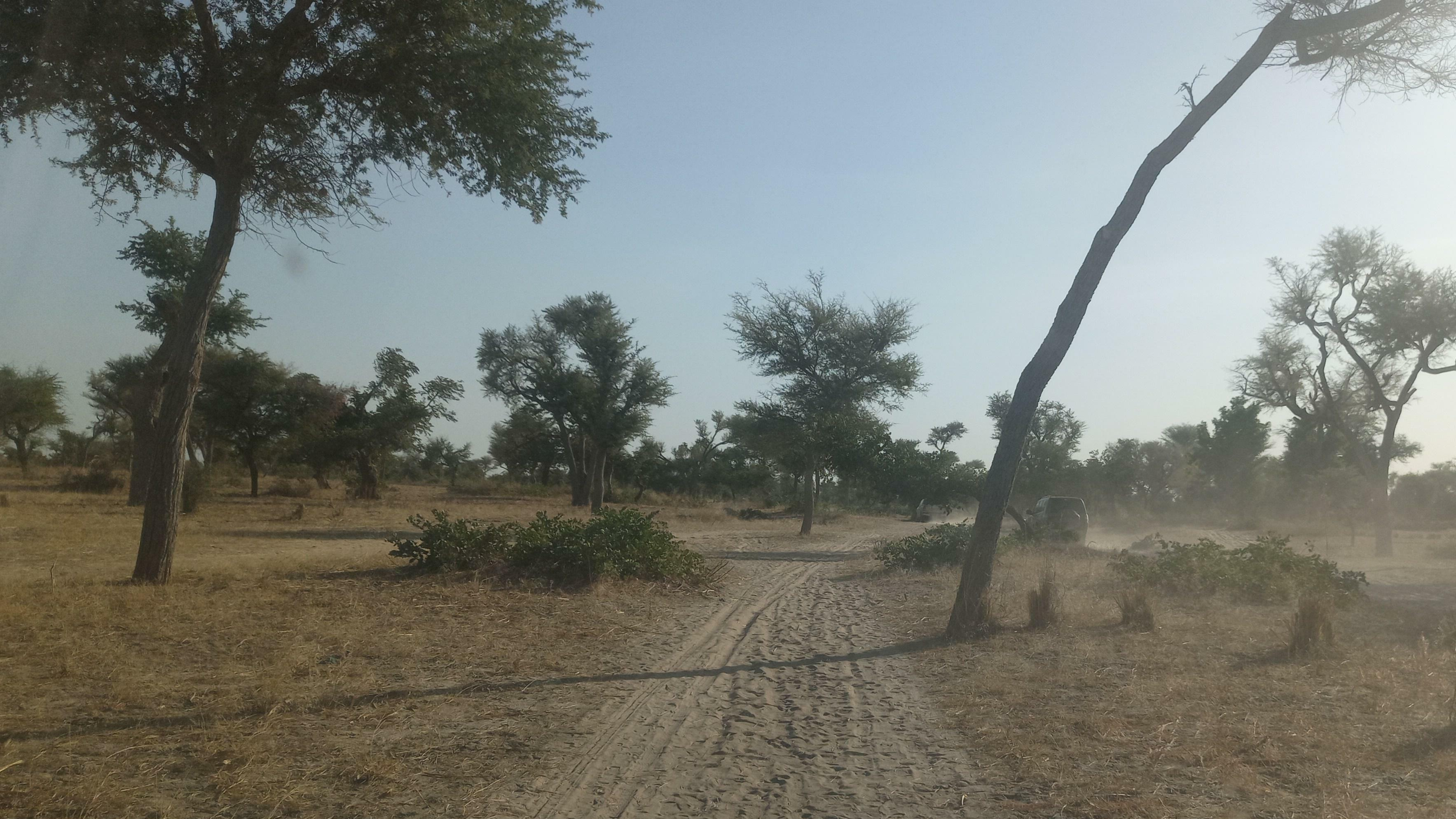
Landschaft südlich von Bangaya (2023)

Das von einem traditionellen Ortsvorsteher (chef traditionnel) geleitete Dorf liegt rund neun Kilometer nördlich des Hauptorts Dantchiao der gleichnamigen Landgemeinde, die zum Departement Magaria in der Region Zinder gehört. Zu weiteren Siedlungen in der Umgebung von Bangaya zählen Koundiri im Osten und Tinkim im Südwesten.
Es herrscht das Klima der Sahelzone vor, mit einer durchschnittlichen jährlichen Niederschlagsmenge zwischen 300 und 400 mm.

## Bevölkerung
Bei der Volkszählung 2012 hatte Bangaya 1400 Einwohner, die in 237 Haushalten lebten. Bei der Volkszählung 2001 betrug die Einwohnerzahl 1029 in 173 Haushalten und bei der Volkszählung 1988 belief sich die Einwohnerzahl auf 1553 in 259 Haushalten.
Die Bevölkerungsdichte in diesem Gebiet ist mit über 100 Einwohnern je Quadratkilometer hoch.

## Wirtschaft und Infrastruktur
Das Gebiet der Ebenen im Süden der Region Zinder, in dem Bangaya liegt, ist von einer anhaltenden Degradation der ackerbaulichen Flächen gekennzeichnet, die mit der hohen Bevölkerungsdichte in Zusammenhang steht. Im Dorf wird ein Wochenmarkt abgehalten. Der Markttag ist Donnerstag. Es gibt eine Schule.